# کیرتن ویلکیه
کیرتن ویلکیه (به لهستانی:  Kiertyny Wielkie) یک روستا در لهستان است که در گمینا بارتوشتسه واقع شده‌است.